# BreachForums
BreachForums est un forum en langue anglaise sur la cybercriminalité liée au piratage informatique. Le site web est une alternative et un successeur à RaidForums après la fermeture et la saisie de ce dernier en 2022,. Comme son prédécesseur, BreachForums permet de discuter de divers sujets de piratage, de vulnérabilités informatiques, d'outils et services de piratage.
Le 21 mars 2023, BreachForums est fermé à la suite de l'arrestation du propriétaire du forum, Conor Brian Fitzpatrick. Le forum rouvre ensuite sous l'égide du groupe de pirates ShinyHunters et de l'ancien administrateur de BreachForums « Baphomet ».
Pour avoir administré BreachForums, Fitzpatrick est condamné à 20 ans de liberté surveillée.
Le 25 avril, le nom de domaine est saisi par le FBI et ferme les portes de BreachForums

## Histoire
Le forum est fondé en mars 2022 par Conor Brian Fitzpatrick, alors âgé de 19 ans, connu sur le forum sous le pseudonyme de « pompompurin ». L'identité virtuelle de Fitzpatrick sur internet est alors basée sur le personnage japonais de Sanrio du même nom. Fitzpatrick avait, un an plus tôt, revendiqué la responsabilité du piratage de courrier électronique du FBI en 2021.
En juillet 2024, les informations personnelles de 200 000 membres de BreachForum sont proposées à la vente sur le dark web. Il ne s'agit pas de la version courante du forum, mais d'une sauvegarde datant de fin 2022. Les données ont fuité sur Telegram et sont accessibles publiquement.

## Controverse
Le 10 décembre 2022, un membre du forum identifié par le pseudonyme « USDoD » publie un fil de discussion proposant la vente d'une base de données contenant les informations de plus de 80 000 membres d'InfraGard. Un portail d'information et une organisation à but non lucratif du FBI. L'individu a affirmé avoir obtenu l'accès au portail grâce à une attaque d'ingénierie sociale dans laquelle il se faisait passer pour le PDG d'une société financière américaine inconnue.
Le 9 mars 2023, un autre membre s'identifiant sous le pseudonyme de « Denfur » publie un fil de discussion contenant 200 types de données provenant d'une violation de DC Health Link, un marché d'assurance maladie de Washington DC, et affirmant détenir plus de données. La DC Health Benefit Exchange Authority déclare plus tard que plus de 56 000 clients avaient été touchés, alors que les publications originales prétendaient en détenir pour 170 000 clients,.

## Arrestation
Le 15 mars 2023, Fitzpatrick est arrêté par les forces de l'ordre et accusé de complot en vue de commettre une fraude liée aux dispositifs d'accès devant un tribunal fédéral américain,. Après l'arrestation de Fitzpatrick, un autre administrateur du forum, sous le pseudonyme de « Baphomet », devient propriétaire du site Web et de son infrastructure. Cependant, à la suite des soupçons de Baphomet selon lesquels le forum avait été compromis, le 21 mars 2023, celui-ci est fermé. Baphomet réouvre le forum avec le groupe de pirates ShinyHunters.[réf. nécessaire]
Environ un mois après son arrestation, Fitzpatrick tente de se suicider à son domicile alors qu'il avait été libéré sous caution. Il a depuis plaidé coupable de complot en vue de commettre une fraude liée à un dispositif d'accès, une fraude liée à un dispositif d'accès et une possession d'images pédopornographique.
En janvier 2024, Fitzpatrick est arrêté après avoir violé ses conditions de libération sous caution qui interdisaient l'utilisation d'un VPN. Bien que les procureurs fédéraux aient demandé que Fitzpatrick purge une peine de 15,7 ans de prison, il est condamné à 20 ans de liberté surveillée.

## Saisie du nom de domaine et renaissance
Le 23 juin 2023, trois mois après la fermeture, les domaines web de BreachForums sont saisis par le FBI, le ministère américain de la Santé et des Services sociaux, le Bureau de l'Inspecteur général et le ministère de la Justice conformément à un mandat de saisie délivré par le tribunal de district américain de Virginie,.
Le 15 mai 2024, le FBI saisit le site BreachForums le plus récent ainsi que son site onion et le compte Telegram associé. Cette saisie fait suite à une importante fuite de données impliquant le portail d'Europol. Le forum affiche désormais un avis de saisie du FBI, mettant en avant la coopération avec ses partenaires internationaux. Le FBI examine les données sauvegardées du forum, ce qui pourrait permettre d'identifier les membres et de faire avancer les enquêtes. L'administrateur du forum, Baphomet  aurait été arrêté selon ShinyHunters.
Forum qui est de nouveau opérationnel seulement deux semaines après sa saisie par le FBI, selon les dires du nouvel administrateur du forum, ShinnyHunters.
L'activité du forum est articulée autour d'identifiants volés, d'outils de piratage, des bases de données piratées et d'autres éléments en lien avec le piratage à l'exclusion des armes, de la drogue et de la pédopornographie. C'est ainsi qu'on a pu y trouver les bases de données piratées de Free, SFR, Nokia ou de France Travail.
Le 25 avril 2025, le nom de domaine .st ne répond plus. Anastasia, l'un des administrateurs poste un message stipulant que les 2 autres administrateurs ont été arrêtés et que le nom de domaine a été saisie par le FBI.
Le 23 juin 2025 les quatre administrateurs du forum sont arrêtés par la police française. Ils sont français, ont la vingtaine et avaient pris le relais du forum après l'arrestation par le FBI de FitzPatrick en février dernier.

### Traduction
- (en) Cet article est partiellement ou en totalité issu de l’article de Wikipédia en anglais intitulé « BreachForums » (voir la liste des auteurs).